# 究極 (アルバム)
『究極』（Going for the One）は、イングランドのプログレッシブ・ロック・バンド、イエスが1977年に発表したアルバム。新作のスタジオ・アルバムとしては通算8作目で、ライブ・アルバム『イエスソングス』と編集アルバム『イエスタデイズ』を含めると通算10作目にあたる。

## 解説

### 経緯
本作はリック・ウェイクマンが復帰していることで、発表当時、大きな話題を呼んだ。
ウェイクマンは1973年のアルバム『海洋地形学の物語』の内容に強い不満を抱いて他のメンバーと対立。1974年5月に発表したソロ・アルバム『地底探検』が同月イギリスのアルバム・チャートで首位に立ったこともあって、6月にイエスを脱退した。イエスは後任にパトリック・モラーツを迎えて、12月に前作『リレイヤー』を発表して、翌1975年にはツアーを行なった。その後、彼等は活動を一時停止してメンバー全員がソロ・アルバムを制作した。
1976年秋、メンバーは再結集して税金対策のためにスイスで本作の制作を開始したが、やがてモラーツが脱退した。マネージャーのブライアン・レーンはウェイクマンとも契約していたので、彼等はウェイクマンにまずサポート・メンバーとして本作の制作への参加を要請し、11月に彼を再び正式メンバーとして迎え入れた。そして1977年7月に本作を約2年半ぶりの新作として発表した。

### 内容
前作まで共同プロデューサーを務めたエディ・オフォードが降板して、本作はイエスが単独でプロデュースした。
レコーディングは、スイスのモントルーにあるマウンテン・スタジオで行われた。ウェイクマンが「パラレルは宝」と「悟りの境地」で演奏したパイプ・オルガンは、モントルーから約7km離れたレマン湖畔に位置するヴヴェイの教会のもの。彼等は教会でのウェイクマンの演奏を電話を介してスタジオで録音した。
本作ではロジャー・ディーンに代わってヒプノシスがジャケット・デザインを担当した。ジャケットのビルディングは、カリフォルニア州センチュリー・シティのセンチュリー・プラザ・タワーズの写真をコラージュしたものである。

## 評価
本国イギリスでは『メロディ・メイカー』と『レコード・ミラー』(Record Mirror)という、読者の嗜好が相反する2つの音楽誌で1位を獲得した。またシングル・カットされた「不思議なお話を」も、両誌でトップ10に入った。

## エピソード
- モラーツが脱退したのはリハーサルが始まる前とも始まった後とも言われている。彼は本作の発表と相前後して1977年の夏に発表したソロ・アルバム『Out in the Sun』に収録した「Time for a Change」を根拠に、自分も「悟りの境地」の作曲に関与したと主張している[6]。スティーヴ・ハウはモラーツの貢献を認める主旨の発言をしている[7]。
- 日本での初盤LPはジャケットが3面開きで、LPレコード本体はアメリカ生産のものであった。販売するレコード店によってはポスターが添付されていた。
- レコーディング風景がプロモーション用にビデオ撮影されたが、一般公開されずに終わった。一部の映像がブートレッグ・ビデオとして流出した。
- レコーディング終了後、同じスタジオでウェイクマンのソロ・アルバム『罪なる舞踏』のレコーディングが始まり、クリス・スクワイアとアラン・ホワイトが全面的に参加した。

## 収録曲
A面
1. 究極 - "Going For The One" 5:30
2. 世紀の曲り角 - "Turn Of The Century" 7:58
3. パラレルは宝 - "Paralells" 5:52

B面
1. 不思議なお話を - "Wonderous Stories" 3:45
2. 悟りの境地 - "Awaken" 15:38

### リマスター盤
2003年にリマスター盤CDが発売された。音質の向上が図られている他、以下の7つのボーナス・トラックが追加収録されている。
1. モントルーズ・テーマ - "Montreux's Theme" 2:38
2. ヴェヴェイ - "Vevey (Revisited)" 4:46
3. アメイジング・グレース - "Amazing Grace" 2:36
4. 究極 (リハーサル) - "Going for the One (Rehearsal)" 5:10
5. パラレルは宝 (リハーサル) - "Parallels (Rehearsal)" 6:21
6. 世紀の曲がり角 (リハーサル) - "Turn of the Century (Rehearsal)" 6:58
7. イースタン・ナンバーズ (アーリー・ヴァージョン) - "Eastern Numbers (Early Version of "Awaken")" 12:16

## レコーディング・メンバー
- ジョン・アンダーソン – ボーカル、ハープ
- スティーヴ・ハウ – ギター、ポルトガルギター、ペダル・スティール・ギター、ボーカル
- クリス・スクワイア – ベース、ボーカル
- リック・ウェイクマン – キーボード
- アラン・ホワイト – ドラムス、パーカッション